# Bijles
Bijles is extra les die een leerling of student, gewoonlijk tegen betaling, volgt naast de door de onderwijsinstelling verzorgde reguliere lessen. Bijles wordt soms verzorgd binnen de onderwijsinstelling zelf als extra aanbod, of door een tutor.
Er zijn ook bijles- en huiswerkinstituten die bijles verzorgen. De bijlesgevers zijn dan vaak studenten of (oud-)docenten. Bijles op individuele basis biedt de mogelijkheid om, anders dan bij een onderwijsinstelling, meer specifiek in te gaan op de problemen die de leerling of student heeft met de stof.
In Nederland neemt de vraag naar bijles toe. In 2024 gaf 1 op de 5 ouders met kinderen op de middelbare school aan dat hun kind ooit bijles heeft gevolgd. Deze bijlessen worden vaak aangeboden door middelbare scholen, waarbij leerlingen uit de bovenbouw lesgeven aan leerlingen uit de onderbouw. Naast deze vorm van bijles, die door scholen zelf wordt aangeboden, worden er ook steeds meer commerciële bijlesbedrijven opgericht. Volgens de Inspectie voor het Onderwijs waren er in 2024 bijna 5000 bijlesbedrijven actief in Nederland. In 2022 gaven Nederlandse gezinnen 472 miljoen euro uit aan bijles of huiswerkbegeleiding voor hun kinderen.
Ook in België is de vraag naar bijles in de afgelopen jaren toegenomen. De commerciële bijlesmarkt groeit daar jaarlijks met ongeveer 20%, deels gedreven door het lerarentekort en de leerachterstand door de nasleep van de coronacrisis. In Brussel nam het aantal bijlesaanvragen sinds 2022 met 30% toe, terwijl in Antwerpen een stijging van bijna 40% werd waargenomen sinds de coronamaatregelen. Recent onderzoek van onderwijseconomen Willem De Cort en Kristof De Witte (KU Leuven) toont aan dat vier op de tien scholieren in Vlaanderen al betaalden voor bijles. In het secundair onderwijs volgt ruim 16% van de leerlingen bijles, met een gemiddelde kostprijs van bijna €30 per uur. 